# Кузу лисячий
Trichosurus vulpecula (Посум щіткохвостий звичайний або Кузу лисячий) — представник родини Кускусових. Інші назви "щіткохвіст", "лисовидий посум", "кузу". Етимологія: лат. vulpecula — "лисичка".

## Опис
Довжина тулуба: 32—58 см, довжина хвоста: 24—40 см, вага: 1,2—4,5 кг. Кроулі у 1973 році знайшов, що середня вага дорослих самців у Новій Зеландії 2.46 кг, самиць — 2.33 кг. Спостерігається статевий диморфізм - самці значно більші за самиць. У Trichosurus vulpecula гостра мордочка, довгі вуха, чудове хутро сірого кольору, іноді коричневого, трапляються альбіноси. Хвіст довгий та пухнастий. Диплоїдне число хромосом, 2n=20

## Спосіб життя
Trichosurus vulpecula мешкає на деревах, активний вночі. Вдень відпочиває у дуплах або у своєрідних гніздах. Також влаштовує лігва. 
Харчується листям, ягодами, фруктами. Австралійські науковці виявили, що взимку посуми в Австралійських Альпах активно харчуються падаллю.
Шлюбний сезон не має чітких меж, триває цілий рік. У Новій Зеландії, однак, за даними Кроулі (1973) є чітко виражений сезон розмноження з квітня по липень. Дітонародження відбувається у вересні-листопаді й у березні-травні. Вагітність триває 16-18 днів. Народжується 1 дитинча, яке живе з матір'ю до 9 місяців. В цілому, тривалість життя: до 13 років. 

## Вороги
Основними хижаками, які полюють на Trichosurus vulpecula є хижі птахи та варани. Раніше люди в значних обсягах знищували цих тваринок за їх цінне хутро. Воно експортувалося з Австралії під назвою "австралійський посум" або "аделаїдська шиншила". Тільки у 1906 році на хутряних ринках Нью-Йорка та Лондона було продано 4 млн шкурок Trichosurus vulpecula. Сьогодні цей вид знаходиться під охороною.

## Розповсюдження
Мешкає на значній території східної Австралії, в деяких районах західної Австралії, зокрема біля Перта, на півночі материка, о.Тасманія. У XIX ст. Trichosurus vulpecula був акліматизований у Новій Зеландії. Також цей вид введений в Нову Зеландію. 